# Température neutronique

Graphique des fonctions de densité de probabilité de vitesse de la vitesse de quelques gaz nobles à une température de 298,15 K (25 °C). Des distributions de vitesse similaires sont obtenues pour des neutrons modérés.

La température neutronique, aussi appelée par métonymie « énergie des neutrons », est l'énergie cinétique moyenne d'un neutron libre dans sa population, énergie qui est habituellement donnée en électron-volts (abréviation eV et ses multiples, keV, MeV), la température étant en kelvins (K) ou en degrés Celsius (°C). Cette température est le paramètre, unique, dans la modélisation de la distribution des énergies individuelles des neutrons selon la distribution de Maxwell–Boltzmann, modèle connu pour bien représenter le phénomène d'agitation thermique à l'équilibre thermodynamique. Dans le présent cadre, il est utilisé aussi bien pour les neutrons chauds, thermiques que froids, qui sont modérés (c'est-à-dire ralentis) dans un milieu de même température, au sens thermodynamique usuel, en conditions d'équilibre thermique. Qualitativement, plus la température est élevée, plus les énergies cinétiques des neutrons libres sont collectivement grandes. Pour un neutron particulier d'une population à l'équilibre thermodynamique, l'énergie cinétique, la vitesse et la longueur d'onde sont liées selon les lois de de Broglie.

## Nomenclature des gammes des énergies moyennes des neutrons
La nomenclature des gammes d'énergie cinétique moyenne des neutrons, modérés ou non, est répertoriée dans le tableau ci-dessous[réf. nécessaire] :
Neutrons rapides
énergie supérieure à 1 MeV ;
Neutrons épithermiques
énergie comprise entre 1 eV et 10 keV ;
Neutrons lents
énergie inférieure ou égale à 0,4 eV ;
Neutrons chauds
énergie d'environ 0,2 eV ;
Neutrons thermiques
énergie d'environ 0,025 eV ;
Neutrons froids
énergie comprise entre 5 × 10−5 eV et 0,025 eV ;
Neutrons très froids
énergie comprise entre 3 × 10−7 eV et 5 × 10−5 eV ;
Neutrons ultra-froids
énergie de l'ordre de 10−7 eV.
Sont aussi utilisées les gammes d'énergie suivantes :
Région des neutrons en continuum (“continuum region neutrons” (en))
énergie comprise entre 0,01 MeV et 25 MeV ;
Région des neutrons en résonance (“resonance region neutrons” (en))
énergie comprise entre 1 eV et 0,01 MeV ;
Région des neutrons de basse énergie (“low energy region neutrons” (en))
énergie inférieure à 1 eV.

## Neutrons rapides
Un neutron rapide est un neutron libre avec un niveau d'énergie cinétique au moins égale à une valeur voisine de 1 MeV (100 TJ/kg), d'où une vitesse au moins égale à 13 800 km/s. (La valeur de 0,907 MeV est parfois citée pour définir la limite du domaine rapide). Ils sont nommés neutrons rapides pour les distinguer des neutrons thermiques de faible énergie et des neutrons à haute énergie produits en gerbes cosmiques ou dans les accélérateurs. Les neutrons rapides sont produits par des procédés nucléaires comme la fission nucléaire qui produit des neutrons de 2 MeV d'énergie en moyenne.
Les neutrons issus de réactions de fusion ont généralement une énergie bien supérieure à 1 MeV ; le cas extrême est la fusion deutérium-tritium, qui produit des neutrons de 14,1 MeV (soit 2,26 × 10−12 J) (soit encore 1 350 TJ/kg, se déplaçant à 51 940 km/s, 17,32 % de la vitesse de la lumière) qui peut facilement fissionner de l'uranium-238 et d'autres actinides non fissiles.
Les neutrons rapides peuvent être ralentis pour devenir des neutrons thermiques via un processus appelé modération. Cela se fait avec un modérateur de neutrons. Dans les réacteurs, on utilise typiquement de l'eau lourde, de l'eau légère, ou du graphite pour modérer les neutrons rapides.

## Neutrons thermiques
Un neutron thermique est un neutron libre ayant une énergie cinétique de l'ordre de 0,025 eV (environ 4,0 × 10−21 J ; 2,4 MJ/kg, donc une vitesse de 2,2 km/s) qui est l'énergie correspondant à la vitesse la plus probable à une température de 290 K (17 °C), selon le mode de la distribution de Maxwell-Boltzmann pour cette température.
Après un certain nombre de collisions avec des noyaux (diffusion) dans un milieu modérateur de neutrons à cette température, les neutrons atteignent ce niveau d'énergie, à condition qu'ils ne soient pas absorbés.
Les neutrons thermiques ont une section efficace d'absorption différente et souvent plus élevée, pour un nucléide donné, que les neutrons rapides, et peuvent donc être absorbés plus facilement par un noyau atomique, créant ainsi un isotope plus lourd - et souvent instable - de l'élément chimique (activation neutronique).

## Comparaison entre réacteur à neutrons rapides et thermiques
La plupart des réacteurs à fission sont des réacteurs thermiques qui utilisent un modérateur de neutrons pour ralentir, ou thermaliser les neutrons produits par la fission nucléaire. La modération augmente sensiblement la section efficace de fission des noyaux fissiles comme l'uranium 235 ou du plutonium 239. En outre, l'uranium 238 a également une section efficace de capture beaucoup plus faible pour les neutrons thermiques, ce qui permet à plus de neutrons de provoquer la fission des noyaux fissiles et de continuer la réaction en chaîne, plutôt que d'être capturés par l'uranium-238. La combinaison de ces effets permet aux réacteurs à eau légère d'utiliser de l'uranium faiblement enrichi. Les réacteurs à eau lourde et les réacteurs modérés au graphite peuvent même utiliser de l'uranium naturel, car leurs modérateurs ont une section efficace de capture de neutrons beaucoup plus faible que l'eau légère.
Une augmentation de la température du combustible accroît également l’absorption des neutrons thermiques par l'U-238 par effet Doppler, fournissant une rétroaction négative qui aide à contrôler le réacteur. Aussi, lorsque le modérateur est aussi un liquide caloporteur (eau légère ou eau lourde), l'ébullition du liquide de refroidissement réduit la densité de modérateur et fournit une rétroaction négative (un coefficient de vide négatif).
Les neutrons ayant une énergie intermédiaire ont un ratio fission/capture plus faible que les neutrons rapides ou thermiques pour la plupart des combustibles. Une exception est l'uranium-233 du cycle du thorium qui a un bon ratio fission/capture pour les neutrons de toutes les énergies.
Les réacteurs à neutrons rapides utilisent des neutrons rapides non modérés pour maintenir la réaction et nécessitent que le combustible ait une concentration plus élevée de matières fissiles par rapport au matériau fertile U-238. Toutefois, les neutrons rapides ont un meilleur rapport fission/capture pour beaucoup de nucléides, et chaque fission rapide génère un plus grand nombre de neutrons, de sorte qu'un surgénérateur peut potentiellement "créer" plus de combustible fissile qu'il n'en consomme.
Le contrôle des réacteurs rapides ne peut pas dépendre de l'élargissement Doppler ou du coefficient de vide négatif d'un modérateur. Toutefois, la dilatation thermique du combustible lui-même peut fournir rapidement une rétroaction négative. Le développement des réacteurs rapides a été quasiment mis de sommeil avec seulement une poignée de réacteurs construits dans les décennies qui ont suivi l'accident de Tchernobyl (et à cause des cours peu élevés de l'uranium) - bien qu'il existe aujourd'hui un renouveau avec plusieurs pays d'Asie qui comptent construire des prototypes de réacteurs à neutrons rapides dans les années à venir.